# تازه‌کار (مجموعه تلویزیونی لهستانی)
تازه‌کار (لهستانی: Nowa) یک مجموعهٔ تلویزیونی جنایی لهستانی است که در سال ۲۰۱۰ منتشر شد.

## گزیدهٔ بازیگران
- یوستینا اشنایدر
- مارچین بوساک
- ماوگوژاتا کوژوخوفسکا
- آندژی نِـیمان
- پیوتر گرابوفسکی
- آنا چارتوریسکا-نیمچیتسکا
- آنا یانوخا
- شیمون بوبروفسکی
- زبیگنیف لِـشِنی
- پیوتر نواک